# 粟島神社 (米子市)
粟島神社（あわしまじんじゃ）は、鳥取県米子市彦名町にある神社である。淡島神社の一つ。少彦名命を祭神とする。

## 社誌
度々の火災で記録を失っており、創建年は不明。
境内は標高36メートルの山（明神山）になっているが、かつては中海の小島のひとつだった。島（山）全体が神山とされ、古い時代には社殿は山麓にあったとされている。
戦国時代、尼子氏の伯耆侵攻の際に社殿が焼失し、後に尼子氏が再建し社領を寄進した。そのあと戦国期を通じ、この地方ではしばしば支配勢力が変わったが、時の支配者たちの庇護を受けた。
江戸期になると、元禄期（1688年～1704年）に社殿が焼失し、翌年再建されるにあたり、それまでの山麓から山頂へ移された。その後、宝暦期（1751年～1763年）に粟島周辺が干拓され、「彦名干拓地」一帯と地続きになった。
なお、江戸期には「粟島大明神」として祀られており、明治維新の際に、境内の諸社を合祀して粟島神社に改名した（明神や神仏分離令を参照。）。また、明治元年には西園寺公望が参詣した。その後、神社の整理統合が行われる中、大正時代に近隣の北野神社（後藤地区）・余戸神社（下粟島地区）を合併した。
1936年（昭和11年）には社殿が再築され、現在に至る。

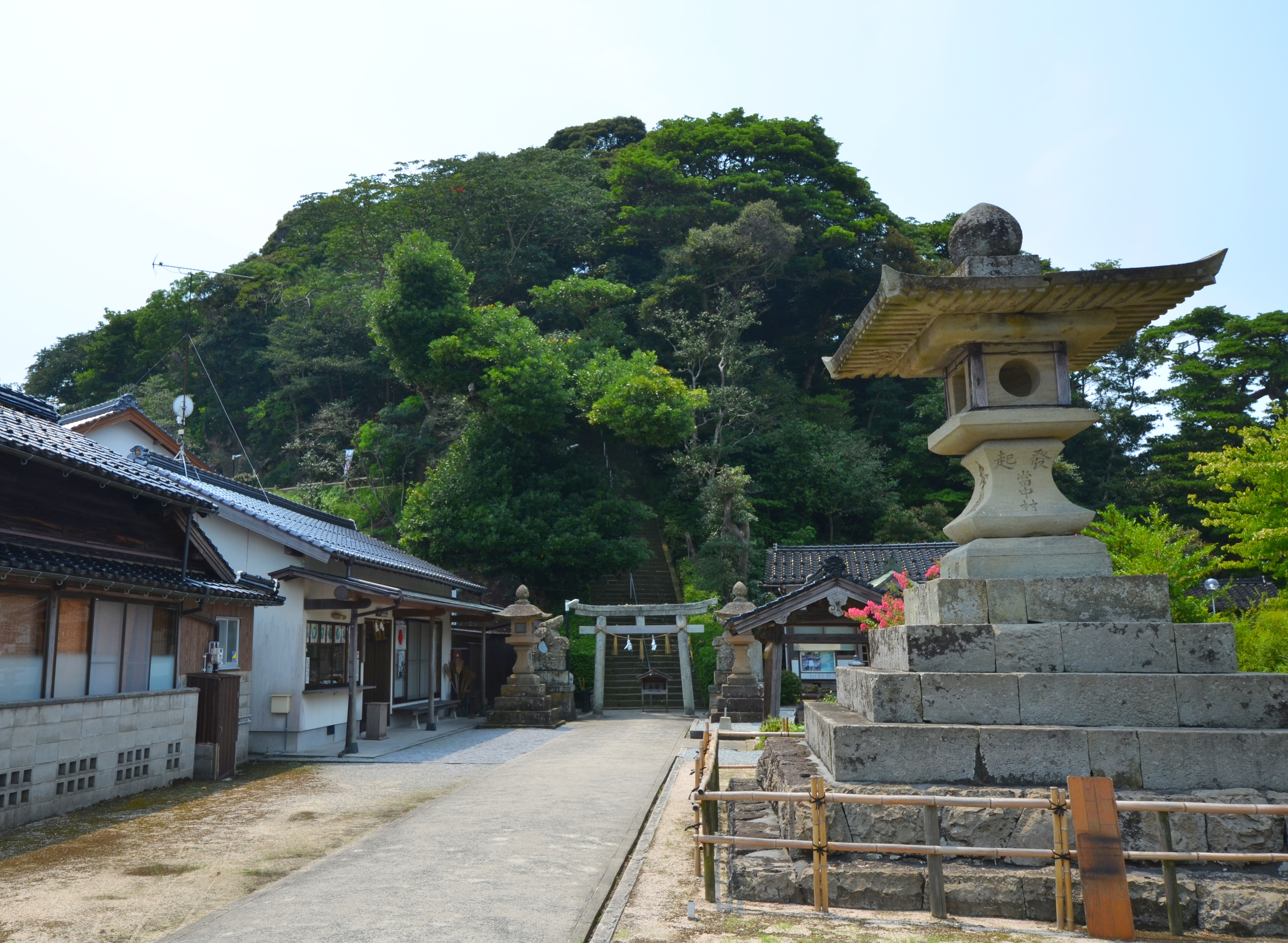
境内の大灯籠
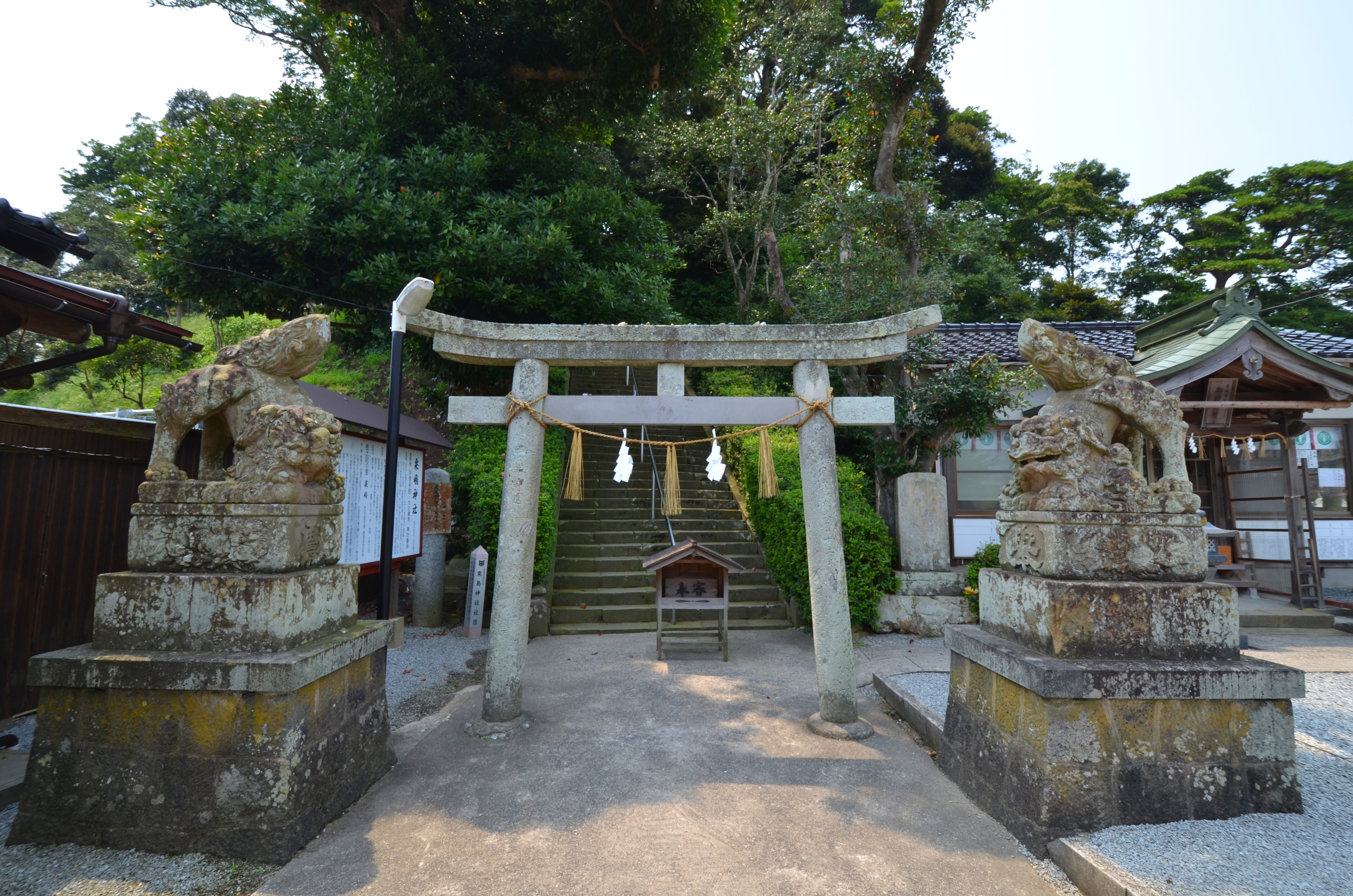
187段の石段前の狛犬
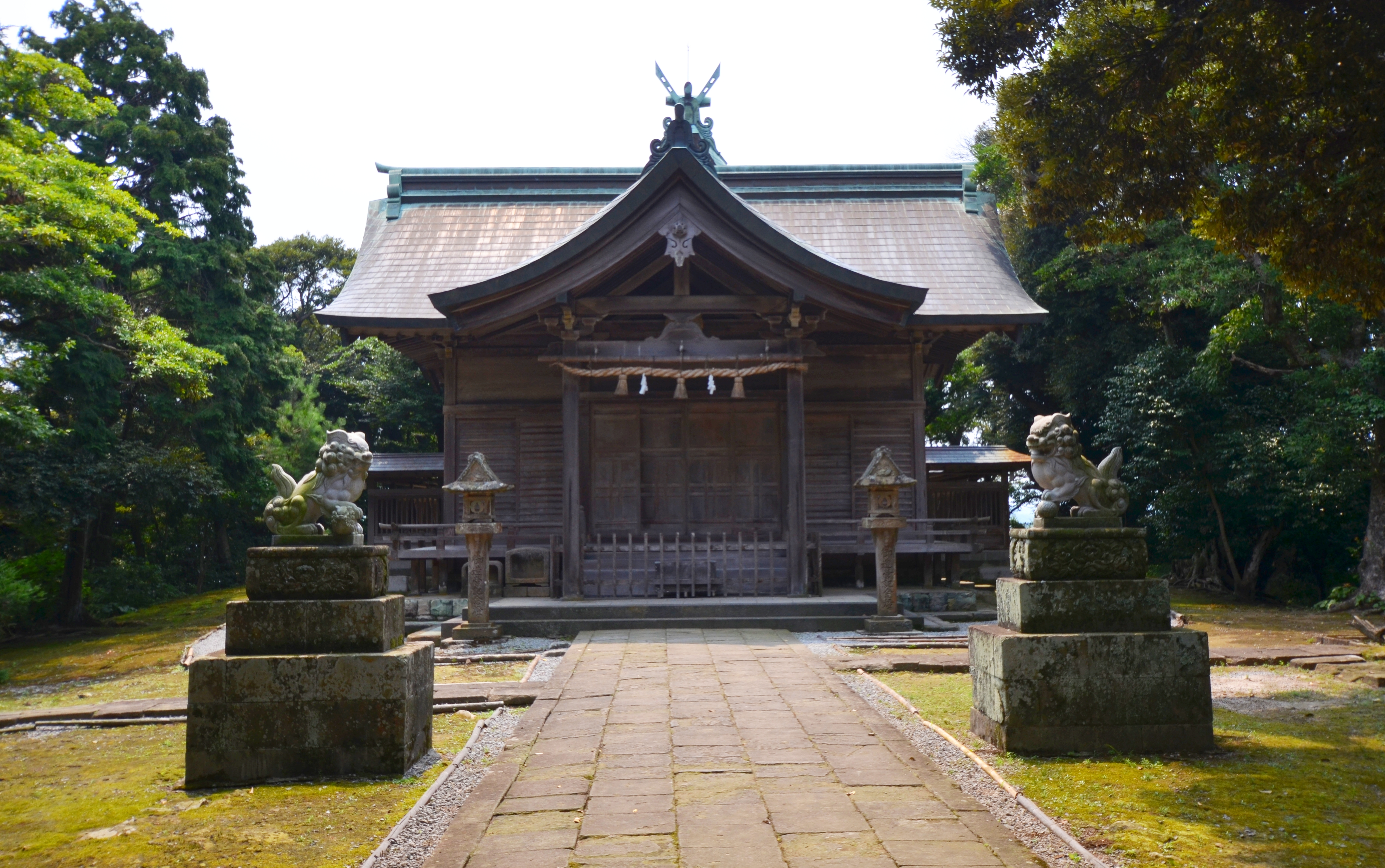
山頂にある拝殿
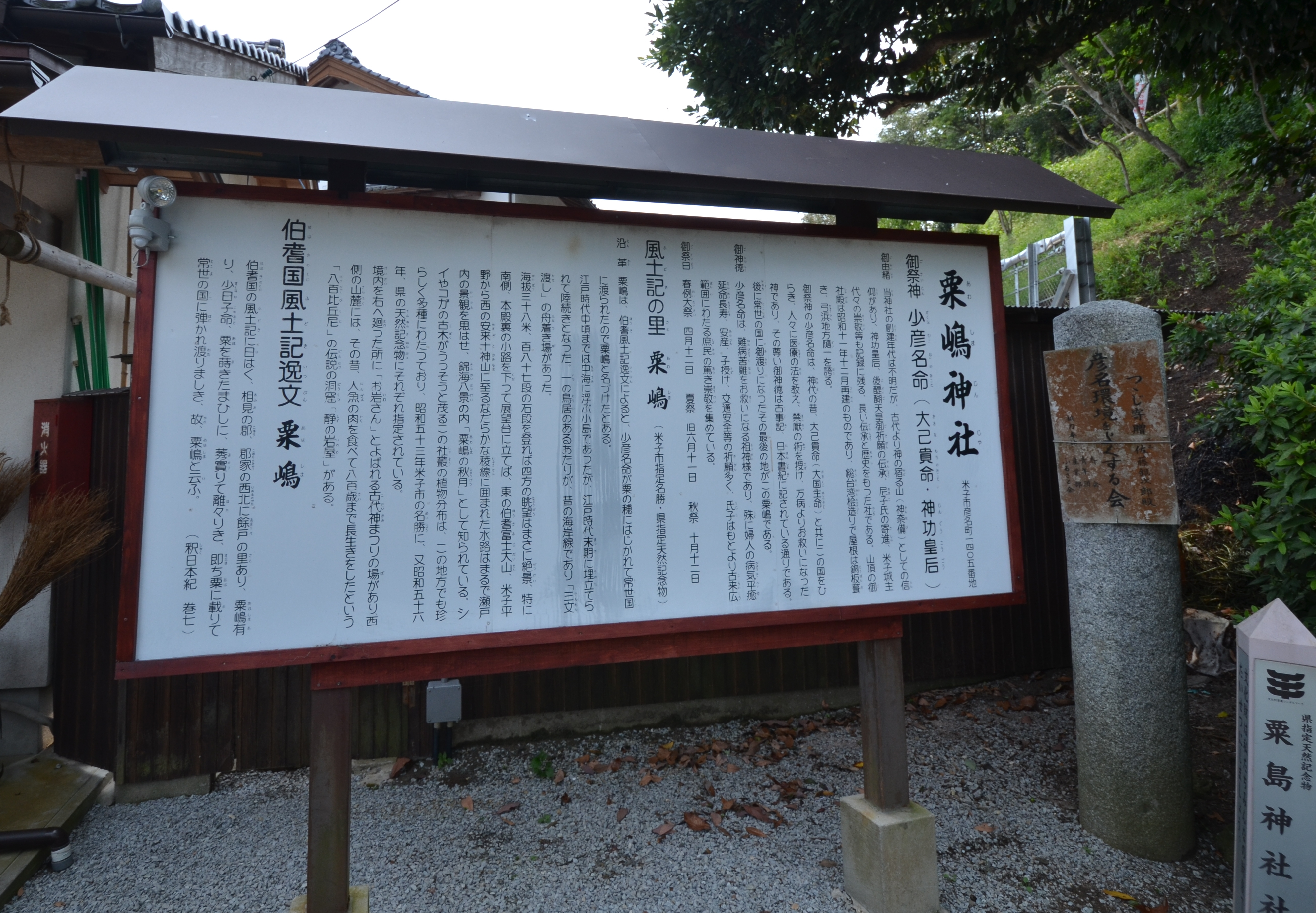
現地案内板「粟嶋神社」

## 伝承

### 由緒
733年（天平5年）の『伯耆国風土記』（逸文）では、こびとのスクナビコナ（少彦名命）がこの地で粟を蒔いて、実ってはじけた粟の穂に乗って常世の国へ渡り、そのために粟島と呼ばれている、と書かれている。（つまり、粟島は少彦名命の現世での最後の地、ということになる。）
『日本書紀』でも同じような逸話があり、スクナビコナが淡島（粟島）で粟茎に弾かれて常世へ渡ったとされている。
民話では、こびとであるスクナビコナが天界から下界の海へ落ちてしまい、空豆の皮で船を作って伯耆の島（のちの粟島）に漂着する。そこで出雲の神であるオオクニヌシ（大国主）と知己になる。スクナビコナが排便すると、天界にいた頃に食べた粟の実の種が出てきたので、これを島に植えたところ数年で島は粟が一面に広がった。すると、アワ畑に据えられた案山子のお告げで天界に戻るように命を受け、粟の茎を曲げて穂につかまり、茎がまっすぐに戻る力で天界へ飛んでいった。このことから、オオクニヌシはこの島を「粟島」と名づける。

### 米子の由来
粟嶋の分限者には子がなく、88歳の米寿を迎えたときに初めて子を授かったことから、「米子」の地名が発祥したと伝えられている。

### 八百比丘尼
地元の漁師の娘が、それと知らずに人魚の肉を食べてしまい、不老不死になってしまった。娘は出家して、粟嶋の西側にある洞窟「静の岩屋」で隠遁生活を送り、一切のものを口にしなかった。娘は800歳を迎えて死に、「八百比丘尼」と呼ばれた。

## 公共財

### 粟嶋神社社叢
干拓地である周辺地域や中海のなかでは例外的に、山全体にスダジイなど高木から中低木が生い繁り、この地域としては珍しい照葉樹林を形成している。島全体が原始林とされ、特に西斜面に群落を形成してるシャシャンボ（ツツジ科）が大型化しているのも特徴的で、全体が「粟嶋神社社叢」として鳥取県の天然記念物の指定を受けている。

### 粟嶋秋月
文政期に福島林仙という米子の文人が、「米子八景」と称する一連の和歌を詠んだ。このなかで粟嶋は次のように詠まれている。
大正期になると、米子八景をもとに「錦海八景」が定められた。粟嶋からの中海の水面に映る秋の月夜は「粟嶋秋月」と呼ばれる名景で、粟嶋全体は米子市の名勝に指定されている。